# Gemeinde Parteš
Die Gemeinde Parteš (serbisch Општина Партеш Opština Parteš oder auch Општина Партеш/Пасјане Opština Parteš/Pasjane, albanisch Komuna e Parteshit oder auch Komuna e Parteshit/Pasjanit) ist eine Gemeinde im Kosovo. Sie liegt im Bezirk Gjilan, Verwaltungssitz ist der Ort Parteš.

## Geschichte
Die Gemeinde Parteš entstand nach der Unabhängigkeit des Kosovo im Jahre 2008. Sie ist einer der neuen sieben eingeführten Gemeinden.

## Geographie
Die Gemeinde Parteš befindet sich im Südwesten des Kosovo. Im Westen grenzt sie an die Gemeinde Vitia, sonst wird sie von der Gemeinde Gjilan umschlossen. Insgesamt befinden sich 3 Ortschaften in der Gemeinde, ihre Fläche beträgt 18,3 km². Zusammen mit den Gemeinden Gjilan, Kamenica, Klokot, Ranilug und Vitia bildet sie den Bezirk Gjilan.

## Bevölkerung
Die Volkszählung aus dem Jahr 2011 ergab für die Gemeinde Parteš eine Einwohnerzahl von 1.787, diese sind fast ausschließlich Serben (1.785 oder 99,89 %) sowie Orthodoxe Christen (1.786 oder 99,94 %).
| Zensus    | 1948  | 1953  | 1961  | 1971  | 1981  | 1991  | 2011  |
| --------- | ----- | ----- | ----- | ----- | ----- | ----- | ----- |
| Einwohner | 2.717 | 3.015 | 3.318 | 4.031 | 4.266 | 4.721 | 1.787 |

| Ethnie    | Albaner | Serben | Bosniaken | Roma | Aschkali | Balkan-Ägypter | Goranen | Andere | Unbekannt |
| --------- | ------- | ------ | --------- | ---- | -------- | -------------- | ------- | ------ | --------- |
| Einwohner | -       | 1.785  | -         | -    | -        | -              | -       | 2      | -         |

| Religion  | Muslime | Orthodoxe | Katholiken | Atheisten | Andere | Unbekannt |
| --------- | ------- | --------- | ---------- | --------- | ------ | --------- |
| Einwohner | -       | 1.786     | -          | -         | 1      | -         |

## Orte
| Albanisch         | Serbisch      | Einwohnerzahl (Volkszählung 2011) |
| ----------------- | ------------- | --------------------------------- |
| Budrikë e Poshtme | Donja Budriga | 335                               |
| Partesh           | Parteš        | 478                               |
| Pasjan            | Pasjane       | 974                               |